# 岡本成蹊
岡本 成蹊（おかもと せいけい、明治38年（1905年）7月31日 - 1988年4月28日）は、日本のイギリス文学者、法政大学名誉教授。

## 経歴
鳥取県米子市東町出身。父は薬剤師の岡本正。
良善幼稚園、啓成尋常小学校、米子中学校（現米子東高校）を経て昭和5年（1930年）法政大学文学部英文科卒業。34年法政大講師、日本出版文化協会勤務ののち、46年法政大教授。60年「イギリスに於ける近代小説の形式 その系譜と要因」で法政大文学博士。文学部長をへて76年定年退職、名誉教授。埼玉医科大学の創立にかかわり教養部教授。

## 人物像
宗教は曹洞宗。趣味は野球、その他のスポーツ。
実業家の坂口平兵衛 (2代)とは幼稚園、小学校、中学校と同期であり、親しい関係にあった。

## 系譜
岡本家
森納著『続 因伯の医師たち』『因伯洋学史話』によれば、以下の通り。
「岡本家は代々、御来屋宿（現在の鳥取県西伯郡大山町御来屋）の医家だった。岡本家初代は幸庵（宝暦三年没）で、正の代で五代目になる。初代以前にも岡本を姓とする医師の名が菩提寺である円福寺にあるが関係は明らかでない。
祖父尚斎は学問もよく出来たとみえ、鳥取県郷土史（昭和七年）には“御来屋宿に思精堂という塾があった。医師岡本尚斎が建てたもので安政五年の開業ということになっている。主に漢学、筆道を教え、女子も入塾していたようである。特色のある私塾であって明治六年まで継続しておった”と書かれている。尚斎は明治22年（1889年）に没した。

父正は文久3年（1863年）に尚斎の子として生まれた。20歳の時医師になるつもりで大阪適塾に学んだが医術開業試験前期試験に合格したものの、中途で薬剤師の道を選び、各地の病院の薬局に勤めた。昭和15年（1940年）に73歳で没した。
```
　　　　　　　　　　　　
　　　　　　　　　　　　　┏尚斎━━正━━成蹊
　　　　┏慶祐━━慶祐━━┫
幸庵━━┫　　　　　　　　┗元造
　　　　┗文庵

```

## 著書
- 英語の研究 高校入社試験 堀書店 1958
- 成功への階段 16人の事業スーパーマン 実業之日本社 1960
- ロンドン 保育社 1965 (カラーブックス)
- 『イギリス近代小説の形成』桐原書店 1975
- 戸隠日記 桐原書店 1983.9
- 『桃李 岡本成蹊遺稿集』

## 翻訳
- 密告者 ライアム・オフラアテイー 春陽堂 1934 (世界名作文庫）
- バイロン全集 那須書房 1936  
  - 第1巻 叙事詩戯曲篇 マンフレッド,海賊,シヨンの因人
  - 第2-3巻 叙事詩世界歴程篇 チヤイルド・ハロルド世界歴程　ドン・フアン
  - 第5巻 ドン・ファン後篇
- 大学革新論 ロバート・ハチンズ 玄海書房 1938
- 海賊 バイロン 新潮社 1939
- マンフレッド・カイン バイロン 改造文庫 1940
- 土に生きるもの ジエス・ステユアート 第一書房 1943
- 赤十字の騎士 エドマンド・スペンサー 小学館 1948 (小国民シリーズ)
- 武器はうるはし ブラッドフォード・スミス 文章社 1949
- おゝ開拓者よ! ウィラ・キャザー 改造社 1950
- 眞晝（真昼）の暗黒 アーサー・ケストラー 筑摩書房 1950 のち角川文庫
- 海賊・シヨンの囚人 バイロン 角川文庫 1952
- 古城哀詩 ロード・バイロン 桐原書店 1984.12